# مارون النقاش
مارون النقاش (1817-1855) هو تاجر بيروتي لبناني كان من الداعمين لفكرة المسرح العربي.

## حياته
ولد مارون بن الياس بن ميخائيل النقاش في صيدا بلبنان وقضى سنوات عدة في إيطاليا حيث اكتشف هذا الفن الجديد وشغف به. فلما عاد إلى لبنان ترجم بالتصرف مسرحية موليير الشهيرة L'Avare تحت عنوان البخيل سنة 1848 فعرضت المسرحية على خشبة أقامها بمنزله. وكان الممثلون رجالا من أهله (لم تبدأ النساء في التمثيل إلا في وقت لاحق). وحقق بهذه المبادرة بعض النجاح وسمحت له السلطات العثمانية ببناء قاعة مسرح حقيقية.
وسنة 1850، أخرج مسرحيته الثانية أبو الحسن المغفل وهارون الرشيد واستلهم موضوعها من ألف ليلة وليلة. أما مسرحيته الثالثة الحسود السليط (1853)، فأثر موليير واضح عليها دون أن يستطاع تحديد المسرحيات التي اعتمد عليها النقاش في تأليفه.
غير أن النقاش تعرّض لاعتراضات المحافظين ورجال الدين وانتابته الشكوك والإحساس بالذنب فحوّل مسرحه إلى كنيسة قبيل موته وهو في الثامنة والثلاثين.
   كان والده تاجرًا ثريًا ذا مكانةٍ اجتماعيةٍ مرموقةٍ، حيث أصبح بعد أن انتقلت أسرته إلى مدينة بيروت عام 1825 عضواً في المجلس البلدي. 
 عمل مارون النقاش في دائرة الجمارك في بيروت رئيساً لكُتَّابها، وكان لبضع سنوات عضواً في مجلسها التّجاري، لكنّه آثر أن يوجّه جهوده نحو الأعمال التّجاريّة، فزار المدن الكبرى في بلاد الشّام، كما زار الإسكندريّة والقاهرة.
 وفي عام 1846 غادرَ مارون النّقاش الإسكندريّة متّجهًا نحو إيطاليا حيث أمضى قرابة السّنة فشاهد أثنائها بعض العروض المسرحيّة الإيطاليّة والفرنسيّة، كما شاهد بعض العروض "الأوبراليّة". جمع مارون بين العمل التّجاري والنشاط الفني، فكتب بنصوصه وعروضه اللاحقة بداية المسرح العربي.
 كان على مارون النقاش أن يباشرَ عمله المسرحي في بيروت من نقطة الصفر، بادر مارون في باحة داره البيروتيّة إلى تصنيع خشبة مسرح وتزويدها بالستائر، حتى إنه صمم حفرة الملقن وغطاءها على الرغم من عدم وجود ملقن في أثناء العرض. ونتيجة لهذا المزج الذي قام به بين المسرح والأوبرا، جاء عرضه شبيهًا بفن الأوبريت الكوميديّة.
 حملت مسرحيّة النقاش الثانية عنوان أبو الحسن المغفل أو هارون الرشيد، وقدّمها أواخر عام 1849 في داره أيضًا. وقد استوحى موضوعها من إحدى حكايات ألف ليلة وليلة.
 وفي عام 1853 قدّم مارون النقاش في مسرحه الجديد تجربته الثالثة والأخيرة بعنوان الحسود السليط،  وهي مسرحية اجتماعيّة معاصرة، تجري أحداثها في بيروت بين شخصيات بيروتيّة ومقدسيّة مسيحيّة من مختلف الشرائح الاجتماعيّة.
 سافر مارون النقاش في أيلول/سبتمبر عام 1854 في رحلة تجاريّة إلى مدينة طرسوس التركيّة، ويرى محمد يوسف نجم في كتابة المسرحيّة في الأدب العربي الحديث. ومن ثمّ مكث في طرسوس ثمانية أشهر، وفي أواخر أيار/مايو سنة 1855 أصابته حمى شديدة أودت بحياته في أول حزيران/يونيو في العام نفسه. 

## مسرحياته
- مسرحية البخيل, عام 1848 وهي ترجمة بتصرف لمسرحية موليير الشهيرة L'Avare
- مسرحية أبو الحسن المغفل وهارون الرشيد, عام 1850 وهي مستوحاة من ألف ليلة وليلة
- مسرحية الحسود السليط, عام 1853